# Episodi di Con affetto, tuo Sidney (prima stagione)
La prima stagione della serie televisiva Con affetto, tuo Sidney è stata trasmessa in anteprima negli Stati Uniti d'America dalla NBC tra il 28 ottobre 1981 e il 15 settembre 1982.
| nº | Titolo originale                   | Titolo italiano | Prima TV USA      | Prima TV Italia |
| -- | ---------------------------------- | --------------- | ----------------- | --------------- |
| 1  | Welcome Home                       |                 | 28 ottobre 1981   |                 |
| 2  | A Piece of the Rock                |                 | 4 novembre 1981   |                 |
| 3  | The Party                          |                 | 11 novembre 1981  |                 |
| 4  | The Cat Burglar                    |                 | 18 novembre 1981  |                 |
| 5  | Just Folks                         |                 | 2 dicembre 1981   |                 |
| 6  | Run with It                        |                 | 9 dicembre 1981   |                 |
| 7  | Fiddler Under the Roof             |                 | 16 dicembre 1981  |                 |
| 8  | Hello, Yetta                       |                 | 30 dicembre 1981  |                 |
| 9  | Charlotte's Web                    |                 | 13 gennaio 1982   |                 |
| 10 | The Price of Security              |                 | 20 gennaio 1982   |                 |
| 11 | Grade Expectation                  |                 | 27 gennaio 1982   |                 |
| 12 | Sail Away                          |                 | 3 febbraio 1982   |                 |
| 13 | Laurie's First Date, A.D.          |                 | 10 febbraio 1982  |                 |
| 14 | Is There Life After Show Business? |                 | 17 febbraio 1982  |                 |
| 15 | Puppy Love                         |                 | 24 febbraio 1982  |                 |
| 16 | Laurie's Commercial                |                 | 3 marzo 1982      |                 |
| 17 | Patti, the Torch                   |                 | 17 marzo 1982     |                 |
| 18 | Patti's Roots                      |                 | 31 marzo 1982     |                 |
| 19 | Visitors from Smoot                |                 | 7 aprile 1982     |                 |
| 20 | Sidney and the Actress             |                 | 16 giugno 1982    |                 |
| 21 | The Activist                       |                 | 8 settembre 1982  |                 |
| 22 | Father's Day                       |                 | 15 settembre 1982 |                 |